# HD 29184
HD 29184，又名BD-20 880，SAO 169584、HR 1461，是一颗恒星，视星等为6.13，位于銀經217.55，銀緯-38.65，其B1900.0坐标为赤經4h 30m 37.8s，赤緯-20° -38.65′ 47″。